# Vas Megyei Büntetés-végrehajtási Intézet
A Vas Megyei Büntetés-végrehajtási Intézet büntetés-végrehajtási szerv Vas vármegye székhelyén Szombathelyen. Költségvetési szerv, jogi személy. 
Alaptevékenysége a külön kijelölés által meghatározott körben:
- az előzetes letartóztatással,
- a biztonsági és egyéb fontos okból elhelyezett elítéltek szabadságvesztésével, továbbá
- az elzárással

összefüggő büntetés-végrehajtási feladatok ellátása.
Felügyeleti szerve a Belügyminisztérium, szakfelügyeletet ellátó szerve a Büntetés-végrehajtás Országos Parancsnoksága.
Címe: 9700 Szombathely, Söptei út külső

## Története
- Az 1800-as évek utolsó harmadában a Szombathelyi Királyi Törvényszéki Fogház a Vármegyeháza egyik épületében működött.
- A Vasvármegyei Fogház építését  1887 októberében kezdték meg, és a jól szervezett munkálatoknak köszönhetően 1889 októberében már át is adták a rendeltetésének. Az elítéltek munkáltatására szolgáló műhelyeket az alagsorban alakították ki.
- Az 1920-as évektől  a fogvatartottak munkáltatási lehetőségeit kosárfonással, üvegfonással, tollfosztással  bővítették. Az oktatás egyházi személyek irányításával zajlott.
- 1944 márciusától az intézet emeleti részének felügyeletét a német katonai egységek, (majd később a nyilasok) vették át az SS irányításával.
- Az 1950-es években a  fogházat a női elítéltek  elhelyezésére jelölték ki. Munkáltatásukat varrodában és babagyártó üzemben oldották meg. Az üzem működtetését  1954-ben  a Közérdekű Munkák Igazgatósága (KÖMI) vette át és „KÖMI 106. számú üzeme” néven működött.
- 1957-ben az intézet elnevezése és profilja is megváltozott. A Szombathelyi büntetés-végrehajtási Intézetben ettől kezdve a nők már csak mint  előzetes letartóztatottak és  elzárásosak voltak jelen. A KÖMI irányítása megszűnt, az üzemet a Sopronkőhidai Szövőgyárhoz csatolták.
- 1960-ban vízvezetéket és csatornahálózatot építettek ki, az összes zárkát vízöblítéses WC-vel szerelték fel.
- 1966-ban – előbb kísérleti jelleggel, majd az  intézet egészére kiterjedően – kiépítették az elektromos zárrendszert.
- 1972-ben ismét módosult az intézet jellege: a szigorított börtön fokozatú férfi elítéltek elhelyezésére jelölték ki. Korszerűsítési munkákat végeztek. A munkáltatás fémmegmunkáló üzemmel bővült, ahol két műszakban dolgoztak.
- Az épület leromlott homlokzati frontját 1981-ben újították fel. Az évtized során informatikai fejlesztésekre került sor:  központi TV antenna-rendszert, videostúdiót, zártláncú TV-hálózatot építettek ki.
- Az 1989-ben befejeződött munkálatok során a konyha felújítására, a raktárkapacitás bővítésére és garázsblokk átadására került sor. A fogvatartottak foglalkoztatása elsősorban költségvetési keretek között zajlott.
- 2008. március 1-jén az elnevezése Szombathelyi Országos Büntetés-végrehajtási Intézetre módosult. Az épületet fokozatosan kiürítették és a fogvatartottakat a város külterületén létesített, jogutód intézetbe telepítették át.